# Liste des espaces naturels protégés des îles Baléares
Cet article présente la liste des espaces naturels protégés des îles Baléares selon la loi 5/2005 pour la conservation des espaces naturels.

## Nature des espaces protégés
Ces espaces sont classés selon leur niveau de protection :
- Parc national
- Parc naturel
- Zone naturelle (Paratge natural)
- Réserve naturelle, pouvant être intégrale ou spéciale
- Réserve marine
- Monument naturel
- Paysage protégé
- Lieu d'intérêt scientifique et microréserve

## Ibiza
| Nom                                            | Protection             | Espace protégé                                                              | Superficie (ha) | Localisation                                                                          | Code     | Image                                          |
| ---------------------------------------------- | ---------------------- | --------------------------------------------------------------------------- | --------------- | ------------------------------------------------------------------------------------- | -------- | ---------------------------------------------- |
| Es Vedrà, es Vedranell et els illots de Ponent | Réserve naturelle 2005 | LIC et ZEPA Es Vedrà - Es Vedranell, LIC et ZEPA Illots de Ponent d'Eivissa | 216,71          | Sant Josep de sa Talaia Ibiza 38° 55′ 41″ N, 1° 12′ 15″ E                             | ES530024 | Es Vedrà, es Vedranell et els illots de Ponent |
| Parc naturel de Ses Salines                    | Parc naturel 2001      | LIC et ZEPA Ses Salines d'Eivissa et Formentera                             | 15.444,66       | Sant Josep de sa Talaia et Formentera Ibiza et Formentera 38° 49′ 23″ N, 1° 26′ 02″ E | ES530021 | Ses Salines d'Eivissa et Formentera            |
| Puig des Falcó                                 | Réserve naturelle 2001 | Parc naturel, LIC et ZEPA Ses Salines d'Eivissa et Formentera               |                 | Sant Josep de sa Talaia Ibiza 38° 50′ 35″ N, 1° 22′ 34″ E                             | ES530019 |                                                |
| En Caragoler                                   | Réserve naturelle 2001 | Parc naturel, LIC et ZEPA Ses Salines d'Eivissa et Formentera               |                 | Sant Josep de sa Talaia Ibiza 38° 49′ 37″ N, 1° 24′ 27″ E                             | ES530010 |                                                |
| Es Daus                                        | Réserve naturelle 2001 | Parc naturel Ses Salines d'Eivissa et Formentera                            |                 | Ibiza 38° 53′ 25″ N, 1° 27′ 05″ E                                                     | ES530011 |                                                |
| es Penjats                                     | Réserve naturelle 2001 | Parc naturel, LIC et ZEPA Ses Salines d'Eivissa et Formentera               | 11,06           | Sant Josep de sa Talaia Ibiza 38° 48′ 58″ N, 1° 24′ 38″ E                             | ES530012 | es Penjats                                     |
| Illes Negres                                   | Réserve naturelle 2001 | Parc naturel, LIC et ZEPA Ses Salines d'Eivissa et Formentera               |                 | Sant Josep de sa Talaia Ibiza 38° 48′ 54″ N, 1° 24′ 14″ E                             | ES530016 |                                                |
| L'Esponja                                      | Réserve naturelle 2001 | Parc naturel Ses Salines d'Eivissa et Formentera                            |                 | Ibiza 38° 52′ 26″ N, 1° 25′ 36″ E                                                     | ES530017 |                                                |
| Malvins                                        | Réserve naturelle 2001 | Parc naturel Ses Salines d'Eivissa et Formentera                            |                 | Ibiza 38° 53′ 07″ N, 1° 26′ 07″ E                                                     | ES530018 |                                                |

## Formentera
| Nom                         | Protection             | Espace protégé                                                | Superficie (ha) | Localisation                           | Code     | Image                       |
| --------------------------- | ---------------------- | ------------------------------------------------------------- | --------------- | -------------------------------------- | -------- | --------------------------- |
| Casteví                     | Réserve naturelle 2001 | Parc naturel, LIC et ZEPA Ses Salines d'Eivissa et Formentera | 1,41            | Formentera 38° 46′ 27″ N, 1° 25′ 01″ E | ES530014 |                             |
| Illa des Porcs              | Réserve naturelle 2001 | Parc naturel, LIC et ZEPA Ses Salines d'Eivissa et Formentera |                 | Formentera 38° 47′ 56″ N, 1° 25′ 21″ E | ES530015 | Illa des Porcs              |
| S'Espalmador                | Réserve naturelle 2001 | Parc naturel, LIC et ZEPA Ses Salines d'Eivissa et Formentera | 50,35           | Formentera 38° 47′ 04″ N, 1° 25′ 40″ E | ES530022 | S'Espalmador                |
| S'Espardell et s'Espardelló | Réserve naturelle 2001 | Parc naturel, LIC et ZEPA Ses Salines d'Eivissa et Formentera | 452,70          | Formentera 38° 48′ 10″ N, 1° 28′ 54″ E | ES530023 | S'Espardell et s'Espardelló |
| Can Marroig                 | Réserve naturelle 2001 | Parc naturel, LIC et ZEPA Ses Salines d'Eivissa et Formentera | 153,93          | Formentera 38° 43′ 21″ N, 1° 23′ 16″ E | ES530009 | Can Marroig                 |
| Estany Pudent               | Réserve naturelle 2001 | Parc naturel, LIC et ZEPA Ses Salines d'Eivissa et Formentera | 396,59          | Formentera 38° 43′ 38″ N, 1° 25′ 58″ E | ES530013 | Estany Pudent               |
| Punta Prima                 | Réserve naturelle 2001 | Parc naturel, LIC et ZEPA Ses Salines d'Eivissa et Formentera |                 | Formentera 38° 43′ 34″ N, 1° 28′ 15″ E | ES530020 |                             |

## Majorque
| Nom                                                         | Protection                                                                      | Espace protégé                                                                                              | Superficie (ha) | Localisation                                              | Code               | Image                                                     |
| ----------------------------------------------------------- | ------------------------------------------------------------------------------- | --- | --------------- | --------------------------------------------------------- | ------------------ | --------------------------------------------------------- |
| Arxipèlag de Cabrera                                        | Parc national 1991                                                              | LIC et ZEPA Arxipèlag de Cabrera                                                                            | 10.021          | Palma Majorque 39° 09′ 53″ N, 2° 56′ 24″ E                | ES000009           | Parc national Maritimoterrestre de l'Arxipèlag de Cabrera |
| Mondragó                                                    | Parc naturel 1992                                                               | LIC et ZEPA Mondragó                                                                                        | 755,45          | Santanyí Majorque 39° 21′ 07″ N, 3° 10′ 28″ E             | ES530002           | Mondragó                                                  |
| Península de Llevant                                        | Parc naturel 2001                                                               | LIC et ZEPA Muntanyes d'Artà                                                                                | 1.417,26        | Artà Majorque 39° 44′ 39″ N, 3° 20′ 29″ E                 | ES530008           | Península de Llevant                                      |
| S'Albufera de Mallorca                                      | Parc naturel 1988                                                               | LIC et ZEPA Albufera de Mallorca                                                                            | 1.657,46        | Muro et sa Pobla Majorque 39° 47′ 25″ N, 3° 05′ 42″ E     | ES530001           | S'Albufera de Mallorca                                    |
| Parc naturel de Sa Dragonera Réserve marine de Sa Dragonera | Parc naturel(1995) Réserve marine (2006)                                        | LIC et ZEPA Sa Dragonera                                                                                    | 275,65 912      | Andratx Majorque 39° 35′ 01″ N, 2° 19′ 06″ E              | ES530003 ES0000221 | Sa Dragonera                                              |
| Cap des Freu                                                | Réserve naturelle 2001                                                          | LIC et ZEPA Muntanyes d'Artà                                                                                | 13,31           | Capdepera Majorque 39° 44′ 36″ N, 3° 27′ 21″ E            | ES530006           |                                                           |
| Cap Ferrutx                                                 | Réserve naturelle 2001                                                          | LIC et ZEPA Muntanyes d'Artà                                                                                | 253,47          | Artà Majorque 39° 47′ 02″ N, 3° 20′ 43″ E                 | ES530007           | Cap Ferrutx                                               |
| S'Albufereta                                                | Réserve naturelle Especial 2005                                                 | LIC et ZEPA l'Albufereta                                                                                    | 212,83          | Alcúdia et Pollença Majorque 39° 51′ 42″ N, 3° 05′ 17″ E  | ES530033           |                                                           |
| Torrent de Pareis                                           | Monument naturel 2003                                                           | | 445,81          | Escorca Majorque 39° 50′ 17″ N, 2° 49′ 42″ E              | ES530027           | Torrent de Pareis                                         |
| Ses Fonts Ufanes                                            | Monument naturel 2001                                                           | Zone naturelle de la Serra de Tramuntana                                                                    | 50,21           | Campanet Majorque 39° 48′ 15″ N, 2° 57′ 52″ E             | ES530005           |                                                           |
| Ses Fonts Ufanes (font)                                     | Lieu d'intérêt scientifique 2007                                                | Zone naturelle de la Serra de Tramuntana                                                                    |                 | Campanet Majorque 39° 48′ 09″ N, 2° 57′ 50″ E             | ES530080           | Ses Fonts Ufanes                                          |
| Serra de Tramuntana                                         | Zone naturelle, reserves naturals integrals et reserves naturals especials 2007 | | 63.084          | Majorque 39° 46′ 32″ N, 2° 46′ 52″ E                      | ES530036           | Serra de Tramuntana                                       |
| Avenc de Femenia                                            | Lieu d'intérêt scientifique 2007                                                | Zone naturelle de la Serra de Tramuntana, LIC Costa Brava de Tramuntana, ZEPA Costa Brava de Mallorca       |                 | Escorca Majorque 39° 52′ 13″ N, 2° 53′ 34″ E              | ES530060           |                                                           |
| Avenc de Fra Rafel                                          | Lieu d'intérêt scientifique 2007                                                | Zone naturelle de la Serra de Tramuntana, LIC Mossa                                                         |                 | Escorca Majorque 39° 50′ 24″ N, 2° 53′ 09″ E              | ES530052           |                                                           |
| Avenc de l'Anfora                                           | Lieu d'intérêt scientifique 2007                                                | Zone naturelle de la Serra de Tramuntana, LIC Costa Brava de Tramuntana, ZEPA Costa Brava de Mallorca       |                 | Pollença Majorque 39° 56′ 57″ N, 3° 12′ 13″ E             | ES530067           |                                                           |
| Avenc de sa Mitjania                                        | Lieu d'intérêt scientifique 2007                                                | Zone naturelle de la Serra de Tramuntana, LIC Bàlitx                                                        |                 | Escorca Majorque 39° 49′ 36″ N, 2° 47′ 20″ E              | ES530058           |                                                           |
| Avenc de s'Aigua                                            | Lieu d'intérêt scientifique 2007                                                | Zone naturelle de la Serra de Tramuntana, LIC Costa Brava de Tramuntana, ZEPA Costa Brava de Mallorca       |                 | Escorca Majorque 39° 52′ 46″ N, 2° 55′ 25″ E              | ES530056           |                                                           |
| Avenc de Son Pou                                            | Lieu d'intérêt scientifique 2007                                                | Zone naturelle de la Serra de Tramuntana, LIC Avenc de Son Pou, ZEPA Puig Gros                              |                 | Santa Maria del Camí Majorque 39° 42′ 50″ N, 2° 45′ 11″ E | ES530044           | Avenc de Son Pou                                          |
| Avenc del Silenci                                           | Lieu d'intérêt scientifique 2007                                                | Zone naturelle de la Serra de Tramuntana, LIC et ZEPA Cimals de la Serra                                    |                 | Escorca Majorque 39° 46′ 46″ N, 2° 49′ 33″ E              | ES530065           |                                                           |
| Avenc dels Silos                                            | Lieu d'intérêt scientifique 2007                                                | Zone naturelle de la Serra de Tramuntana, LIC Costa Brava de Tramuntana, ZEPA Costa Brava de Mallorca       |                 | Pollença Majorque 39° 56′ 58″ N, 3° 12′ 01″ E             | ES530068           |                                                           |
| Avenc des Gel                                               | Lieu d'intérêt scientifique 2007                                                | Zone naturelle de la Serra de Tramuntana, LIC et ZEPA Cimals de la Serra                                    |                 | Escorca Majorque 39° 48′ 20″ N, 2° 50′ 41″ E              | ES530054           |                                                           |
| Avenc des Gorg Blau                                         | Lieu d'intérêt scientifique 2007                                                | Zone naturelle de la Serra de Tramuntana, LIC et ZEPA Cimals de la Serra                                    |                 | Fornalutx Majorque 39° 48′ 14″ N, 2° 45′ 59″ E            | ES530069           |                                                           |
| Avenc des Llorer                                            | Lieu d'intérêt scientifique 2007                                                | Réserve naturelle especial Serra de Tramuntana, LIC Costa Brava de Tramuntana, ZEPA Costa Brava de Mallorca |                 | Escorca Majorque 39° 52′ 50″ N, 2° 55′ 17″ E              | ES530057           |                                                           |
| Avenc des Puig Caragoler                                    | Lieu d'intérêt scientifique 2007                                                | Zone naturelle de la Serra de Tramuntana, LIC Costa Brava de Tramuntana, ZEPA Costa Brava de Mallorca       |                 | Escorca Majorque 39° 52′ 06″ N, 2° 53′ 30″ E              | ES530061           |                                                           |
| Avenc des Tossals                                           | Lieu d'intérêt scientifique 2007                                                | Zone naturelle de la Serra de Tramuntana, LIC et ZEPA Cimals de la Serra                                    |                 | Escorca Majorque 39° 46′ 48″ N, 2° 49′ 23″ E              | ES530064           |                                                           |
| Clot d'Almadrà                                              | Lieu d'intérêt scientifique 2007                                                | Zone naturelle de la Serra de Tramuntana, ZEPA d'Alfàbia a Biniarroi                                        |                 | Alaró Majorque 39° 45′ 22″ N, 2° 49′ 45″ E                | ES530079           |                                                           |
| Cova Argentera                                              | Lieu d'intérêt scientifique 2007                                                | Zone naturelle de la Serra de Tramuntana                                                                    |                 | Pollença Majorque 39° 53′ 03″ N, 2° 56′ 27″ E             | ES530059           |                                                           |
| Cova de Cal Pesso                                           | Lieu d'intérêt scientifique 2007                                                | Zone naturelle de la Serra de Tramuntana, LIC Cova de cal Pesso, ZEPA Costa Brava de Mallorca               |                 | Pollença Majorque 39° 54′ 56″ N, 3° 04′ 31″ E             | ES530045           |                                                           |
| Cova de Can Millo o de Coa Negrina                          | Lieu d'intérêt scientifique 2007                                                | Zone naturelle de la Serra de Tramuntana, LIC Cova de can Millo, ZEPA Puig Gros                             |                 | Santa Maria del Camí Majorque 39° 42′ 19″ N, 2° 44′ 59″ E | ES530043           |                                                           |
| Cova de Can Sion                                            | Lieu d'intérêt scientifique 2007                                                | Zone naturelle de la Serra de Tramuntana, LIC Cova de can Sion                                              |                 | Pollença Majorque 39° 50′ 14″ N, 2° 59′ 45″ E             | ES530040           |                                                           |
| Cova de Cornavaques                                         | Lieu d'intérêt scientifique 2007                                                | Réserve naturelle especial Serra de Tramuntana, LIC Costa Brava de Tramuntana, ZEPA Costa Brava de Mallorca |                 | Pollença Majorque 39° 54′ 48″ N, 3° 01′ 19″ E             | ES530051           |                                                           |
| Cova de les Meravelles                                      | Lieu d'intérêt scientifique 2007                                                | Zone naturelle de la Serra de Tramuntana, LIC Cova de les Meravelles, ZEPA d'Alfàbia a Biniarroi            |                 | Bunyola Majorque 39° 45′ 04″ N, 2° 46′ 58″ E              | ES530038           |                                                           |
| Cova de Moleta                                              | Lieu d'intérêt scientifique 2007                                                | Zone naturelle de la Serra de Tramuntana, ZEPA Muleta                                                       |                 | Sóller Majorque 39° 46′ 55″ N, 2° 40′ 03″ E               | ES530063           |                                                           |
| Cova de sa Font de ses Artigues                             | Lieu d'intérêt scientifique 2007                                                | Zone naturelle de la Serra de Tramuntana, ZEPA d'Alfàbia a Biniarroi                                        |                 | Alaró Majorque 39° 42′ 51″ N, 2° 46′ 47″ E                | ES530046           |                                                           |
| Cova del Boc                                                | Lieu d'intérêt scientifique 2007                                                | Zone naturelle de la Serra de Tramuntana, LIC Muntanyes de Pollença                                         |                 | Pollença Majorque 39° 50′ 41″ N, 2° 59′ 10″ E             | ES530070           |                                                           |
| Cova des Bufador des Solleric                               | Lieu d'intérêt scientifique 2007                                                | Zone naturelle de la Serra de Tramuntana, LIC Cova des Bufador des Solleric, ZEPA d'Alfàbia a Biniarroi     |                 | Alaró Majorque 39° 45′ 02″ N, 2° 47′ 51″ E                | ES530037           |                                                           |
| Cova des Corral des Porcs                                   | Lieu d'intérêt scientifique 2007                                                | Zone naturelle de la Serra de Tramuntana, LIC Cova des Corral des Porcs, ZEPA d'Alfàbia a Biniarroi         |                 | Lloseta Majorque 39° 43′ 21″ N, 2° 51′ 40″ E              | ES530039           |                                                           |
| Cova des Mirador de s'Entreforc                             | Lieu d'intérêt scientifique 2007                                                | Réserve naturelle especial Serra de Tramuntana, LIC Costa Brava de Tramuntana, ZEPA Costa Brava de Mallorca |                 | Escorca Majorque 39° 49′ 45″ N, 2° 50′ 15″ E              | ES530066           |                                                           |
| Cova des Rovell                                             | Lieu d'intérêt scientifique 2007                                                | Zone naturelle de la Serra de Tramuntana, LIC Costa Brava de Tramuntana, ZEPA Costa Brava de Mallorca       |                 | Escorca Majorque 39° 52′ 10″ N, 2° 53′ 29″ E              | ES530062           |                                                           |
| Cova des Torrent de Cúber                                   | Lieu d'intérêt scientifique 2007                                                | Zone naturelle de la Serra de Tramuntana, LIC et ZEPA Cimals de la Serra                                    |                 | Escorca Majorque 39° 46′ 39″ N, 2° 47′ 56″ E              | ES530047           |                                                           |
| Cova Morella                                                | Lieu d'intérêt scientifique 2007                                                | Zone naturelle de la Serra de Tramuntana, LIC Cova Morella                                                  |                 | Pollença Majorque 39° 50′ 40″ N, 2° 59′ 02″ E             | ES530041           |                                                           |
| Es Bufador de Son Berenguer                                 | Lieu d'intérêt scientifique 2007                                                | Zone naturelle de la Serra de Tramuntana, LIC Es Bufador de Son Berenguer, ZEPA d'Alfàbia a Biniarroi       |                 | Santa Maria del Camí Majorque 39° 40′ 55″ N, 2° 45′ 58″ E | ES530042           |                                                           |
| Font d'Algaret                                              | Lieu d'intérêt scientifique 2007                                                | Zone naturelle de la Serra de Tramuntana                                                                    |                 | Pollença Majorque 39° 53′ 41″ N, 3° 00′ 03″ E             | ES530048           |                                                           |
| Font de Baix                                                | Lieu d'intérêt scientifique 2007                                                | Zone naturelle de la Serra de Tramuntana, LIC et ZEPA Cimals de la Serra                                    |                 | Escorca Majorque 39° 46′ 40″ N, 2° 48′ 01″ E              | ES530097           |                                                           |
| Font de Bàlitx                                              | Lieu d'intérêt scientifique 2007                                                | Zone naturelle de la Serra de Tramuntana, LIC et ZEPA Sa Costera                                            |                 | Sóller Majorque 39° 48′ 19″ N, 2° 43′ 58″ E               | ES530091           |                                                           |
| Font de Bini Gran                                           | Lieu d'intérêt scientifique 2007                                                | Zone naturelle de la Serra de Tramuntana                                                                    |                 | Escorca Majorque 39° 49′ 09″ N, 2° 46′ 57″ E              | ES530088           |                                                           |
| Font de Coma Freda                                          | Lieu d'intérêt scientifique 2007                                                | Zone naturelle de la Serra de Tramuntana                                                                    |                 | Escorca Majorque 39° 48′ 27″ N, 2° 52′ 47″ E              | ES530083           |                                                           |
| Font de sa Balma                                            | Lieu d'intérêt scientifique 2007                                                | Zone naturelle de la Serra de Tramuntana                                                                    |                 | Escorca Majorque 39° 49′ 13″ N, 2° 47′ 34″ E              | ES530087           |                                                           |
| Font de sa Canaleta                                         | Lieu d'intérêt scientifique 2007                                                | Zone naturelle de la Serra de Tramuntana                                                                    |                 | Bunyola Majorque 39° 43′ 49″ N, 2° 44′ 17″ E              | ES530076           |                                                           |
| Font de sa Fàbrica                                          | Lieu d'intérêt scientifique 2007                                                | Réserve naturelle especial Serra de Tramuntana, LIC Bàlitx                                                  |                 | Escorca Majorque 39° 49′ 44″ N, 2° 45′ 20″ E              | ES530093           |                                                           |
| Font de sa Mata                                             | Lieu d'intérêt scientifique 2007                                                | Réserve naturelle especial Serra de Tramuntana                                                              |                 | Escorca Majorque 39° 49′ 43″ N, 2° 48′ 54″ E              | ES530095           |                                                           |
| Font de sa Teula                                            | Lieu d'intérêt scientifique 2007                                                | Zone naturelle de la Serra de Tramuntana, LIC et ZEPA Cimals de la Serra                                    |                 | Escorca Majorque 39° 48′ 29″ N, 2° 52′ 12″ E              | ES530082           |                                                           |
| Font de s'Aritja                                            | Lieu d'intérêt scientifique 2007                                                | Zone naturelle de la Serra de Tramuntana, LIC et ZEPA Cimals de la Serra                                    |                 | Escorca Majorque 39° 46′ 08″ N, 2° 46′ 10″ E              | ES530078           |                                                           |
| Font de s'Olla                                              | Lieu d'intérêt scientifique 2007                                                | Zone naturelle de la Serra de Tramuntana                                                                    |                 | Sóller Majorque 39° 45′ 26″ N, 2° 42′ 43″ E               | ES530073           |                                                           |
| Font de Son Amer                                            | Lieu d'intérêt scientifique 2007                                                | Zone naturelle de la Serra de Tramuntana                                                                    |                 | Escorca Majorque 39° 49′ 04″ N, 2° 53′ 44″ E              | ES530081           |                                                           |
| Font del Poll                                               | Lieu d'intérêt scientifique 2007                                                | Zone naturelle de la Serra de Tramuntana, LIC Muntanyes de Pollença                                         |                 | Pollença Majorque 39° 51′ 15″ N, 2° 58′ 00″ E             | ES530086           |                                                           |
| Font d'en Mig                                               | Lieu d'intérêt scientifique 2007                                                | Zone naturelle de la Serra de Tramuntana, LIC et ZEPA Cimals de la Serra                                    |                 | Escorca Majorque 39° 46′ 53″ N, 2° 48′ 07″ E              | ES530098           |                                                           |
| Font des Guix                                               | Lieu d'intérêt scientifique 2007                                                | Zone naturelle de la Serra de Tramuntana                                                                    |                 | Escorca Majorque 39° 48′ 33″ N, 2° 53′ 34″ E              | ES530085           |                                                           |
| Font des Joncs                                              | Lieu d'intérêt scientifique 2007                                                | Zone naturelle de la Serra de Tramuntana                                                                    |                 | Escorca Majorque 39° 48′ 57″ N, 2° 46′ 32″ E              | ES530090           |                                                           |
| Font des Noguer                                             | Lieu d'intérêt scientifique 2007                                                | Zone naturelle de la Serra de Tramuntana, LIC et ZEPA Cimals de la Serra                                    |                 | Escorca Majorque 39° 47′ 16″ N, 2° 48′ 02″ E              | ES530094           |                                                           |
| Font des Patró Lau                                          | Lieu d'intérêt scientifique 2007                                                | Zone naturelle de la Serra de Tramuntana                                                                    |                 | Sóller Majorque 39° 46′ 02″ N, 2° 44′ 32″ E               | ES530049           |                                                           |
| Font des Prat                                               | Lieu d'intérêt scientifique 2007                                                | Zone naturelle de la Serra de Tramuntana, LIC et ZEPA Cimals de la Serra                                    |                 | Escorca Majorque 39° 47′ 21″ N, 2° 49′ 51″ E              | ES530053           |                                                           |
| Font des Verger                                             | Lieu d'intérêt scientifique 2007                                                | Zone naturelle de la Serra de Tramuntana                                                                    |                 | Sóller Majorque 39° 46′ 02″ N, 2° 45′ 34″ E               | ES530050           |                                                           |
| Font d'Escorca                                              | Lieu d'intérêt scientifique 2007                                                | Zone naturelle de la Serra de Tramuntana                                                                    |                 | Escorca Majorque 39° 49′ 26″ N, 2° 50′ 54″ E              | ES530084           |                                                           |
| Font Major                                                  | Lieu d'intérêt scientifique 2007                                                | Zone naturelle de la Serra de Tramuntana                                                                    |                 | Esporles Majorque 39° 40′ 03″ N, 2° 33′ 31″ E             | ES530071           |                                                           |
| Font Negra                                                  | Lieu d'intérêt scientifique 2007                                                | Zone naturelle de la Serra de Tramuntana                                                                    |                 | Escorca Majorque 39° 49′ 05″ N, 2° 47′ 00″ E              | ES530089           |                                                           |
| Font Rotja                                                  | Lieu d'intérêt scientifique 2007                                                | Zone naturelle de la Serra de Tramuntana, LIC et ZEPA Sa Costera                                            |                 | Fornalutx Majorque 39° 48′ 42″ N, 2° 44′ 14″ E            | ES530092           |                                                           |
| Font Viva                                                   | Lieu d'intérêt scientifique 2007                                                | Zone naturelle de la Serra de Tramuntana                                                                    |                 | Valldemossa Majorque 39° 42′ 56″ N, 2° 35′ 38″ E          | ES530072           |                                                           |
| Fonts de s'Hort de Solleric                                 | Lieu d'intérêt scientifique 2007                                                | Zone naturelle de la Serra de Tramuntana, ZEPA d'Alfàbia a Biniarroi                                        |                 | Bunyola Majorque 39° 44′ 36″ N, 2° 47′ 42″ E              | ES530077           |                                                           |
| Forat dels Amics                                            | Lieu d'intérêt scientifique 2007                                                | Zone naturelle de la Serra de Tramuntana, LIC et ZEPA Cimals de la Serra                                    |                 | Escorca Majorque 39° 48′ 24″ N, 2° 50′ 55″ E              | ES530055           |                                                           |
| Na Gareta                                                   | Lieu d'intérêt scientifique 2007                                                | Zone naturelle de la Serra de Tramuntana                                                                    |                 | Sóller Majorque 39° 45′ 28″ N, 2° 42′ 17″ E               | ES530074           |                                                           |
| Na Lladonera                                                | Lieu d'intérêt scientifique 2007                                                | Zone naturelle de la Serra de Tramuntana                                                                    |                 | Sóller Majorque 39° 45′ 27″ N, 2° 42′ 46″ E               | ES530075           |                                                           |
| Turixant de Dalt                                            | Lieu d'intérêt scientifique 2007                                                | Zone naturelle de la Serra de Tramuntana                                                                    |                 | Escorca Majorque 39° 48′ 38″ N, 2° 49′ 13″ E              | ES530096           |                                                           |

## Minorque
| Nom                               | Protection             | Espace protégé                                                      | Superficie (ha) | Localisation                             | Code     | Image               |
| --------------------------------- | ---------------------- | ------------------------------------------------------------------- | --------------- | ---------------------------------------- | -------- | ------------------- |
| S'Albufera des Grau               | Parc naturel 1995      | LIC et ZEPA s'Albufera des Grau, LIC et ZEPA d'Addaia a s'Albufera  | 5.206,62        | Maó Minorque 39° 58′ 35″ N, 4° 14′ 23″ E | ES530004 | S'Albufera des Grau |
| Bassa de Morella                  | Réserve naturelle 2003 | Parc naturel s'Albufera des Grau, LIC et ZEPA d'Addaia a s'Albufera | 7,22            | Maó Minorque 39° 59′ 15″ N, 4° 15′ 12″ E | ES530028 | Bassa de Morella    |
| Es Prat                           | Réserve naturelle 2003 | Parc naturel, LIC et ZEPA s'Albufera des Grau                       | 27,83           | Maó Minorque 39° 57′ 05″ N, 4° 14′ 42″ E | ES530029 | Es Prat             |
| Illa d'en Colom                   | Réserve naturelle 2003 | Parc naturel, LIC et ZEPA s'Albufera des Grau                       | 55,72           | Maó Minorque 39° 57′ 39″ N, 4° 16′ 39″ E | ES530030 | Illa d'en Colom     |
| Illes des Porros o illes d'Addaia | Réserve naturelle 2003 | Parc naturel s'Albufera des Grau, LIC et ZEPA d'Addaia a s'Albufera | 12,71           | Maó Minorque 40° 00′ 59″ N, 4° 12′ 34″ E | ES530031 | Illes des Porros    |
| S'Estany                          | Réserve naturelle 2003 | Parc naturel s'Albufera des Grau, LIC et ZEPA d'Addaia a s'Albufera | 13,67           | Maó Minorque 40° 00′ 32″ N, 4° 12′ 23″ E | ES530032 |                     |